# Исчезновение Ламонта Янга
Исчезновение Ламонта Янга — событие, случившееся в Австралии 10 октября 1880 года, когда при невыясненных обстоятельствах пропали без вести геолог Ламонт Янг (англ. Lamont H. Young, род. 1851), его помощник и ещё 3 человека. Несмотря на большой общественный интерес к расследованию, установить их судьбу так и не удалось. Место, в окрестностях которого предположительно случилось это событие, в память о нём было названо «Мистери-Бэй» (англ. Mystery Bay).

## Обстоятельства дела
В начале осени 1880 г. на юго-восточном берегу Нового Южного Уэльса были найдены россыпи золота, что привело к началу «золотой лихорадки» в регионе. Вскоре правительство Австралии отправило туда экспедицию в составе Ламонта Янга и его помощника Максимилиана Шнайдера. Утром 9 октября они прибыли в город Бёрнаги, откуда они отплыли вечером того же дня на небольшой рыбацкой лодке, пообещав вернуться к следующему вечеру. Кроме них в лодке был её хозяин (Томас Тауэрс) и двое его друзей (Уильям Ллойд и Сэмюэл Кэйси). Это был последний день, когда всех пятерых видели живыми.
Утром следующего дня, 10 октября, примерно в 10:45, рыбаки заметили лодку Тауэрса, держащую курс на север. В остальном их показания расходились — одни утверждали, что видели четырёх человек на её борту, другие — только одного. Вечером того же дня в полицию Бёрнаги поступило сообщение, что лодка Тауэрса найдена на берегу примерно в 16 километров к северу от города, в бухте, ныне известной как Мистери-Бэй.
Прибывшие на место находки полицейские обнаружили лодку застрявшей между двух скал на мелководье в глубине бухты. В лодке была найдена одежда, принадлежавшая Янгу и Шнайдеру, книги Янга и очки Шнайдера. Кроме того, якорь лодки не удалось найти, но на её дне было найдено несколько больших камней. Следствие заключило, что они явно не были балластом, так как с таким грузом зайти на мелководье было бы попросту невозможно.
В ходе поисков в районе бухты удалось найти ещё тлеющие угли костра, рядом с которыми были найдены некоторые другие вещи, принадлежавшие Янгу и его помощнику. Больше никаких их следов найти не удалось, несмотря на все усилия. Хотя на первый взгляд не было никаких оснований считать, что они стали жертвой злого умысла, при более внимательном осмотре места происшествия выяснилось, что:
- пробоины в корпусе лодки, изначально считавшиеся результатом удара об скалы, были сделаны скорее изнутри лодки, чем снаружи — как если бы лодку хотели потопить. Возможно, она была нагружена камнями с той же целью;
- лодка не могла оказаться в глубине бухты случайно, так как навигация по мелководью внутри бухты — весьма сложная задача;
- в корпусе лодки была найдена дыра от револьверной пули;
- в 30 ярдах от лодки в песке была найдена гильза от револьверного патрона; при этом было известно, что ни у кого на борту лодки револьвера с собой не было.

Позднее женщина по фамилии Томпсетт, живущая у берега моря к северу от Бёрнаги, заявила, что в ночь с 9 на 10 октября её с дочерью разбудил звук выстрела и громкий крик. Выглянув в окно, она увидела яркий огонь где-то неподалёку от берега. Кроме того, 9 октября в Бёрнаги были замечены двое подозрительных личностей, которые, как показалось свидетелям, следили за Янгом и его экспедицией. Безусловно, среди более чем 3 тысяч золотоискателей, прибывших осенью 1880 г. в этот регион, могли присутствовать криминальные элементы, но следствие так и не смогло выяснить ни большинство обстоятельств дела, ни возможный мотив нападения на группу Янга. Кроме того, Шнайдера якобы неоднократно видели в том же регионе в следующие несколько дней после инцидента. Последний раз человека, похожего по описанию на Шнайдера, видели в Мельбурне в декабре 1881 г.
Несмотря на значительную награду в 200£, объявленную за информацию о местонахождении Янга и его спутников, больше никаких ключей к разгадке тайны их исчезновения получить не удалось. Частное расследование, предпринятое отцом Янга, генерал-майором австралийской армии, также не дало никаких результатов. 11 февраля 1882 г. Эмма Янг, мать Ламонта Янга, отправила письмо королеве Великобритании с просьбой оказать помощь в расследовании случившегося с её сыном. Так как Эмма Янг происходила из весьма знатной британской семьи, её просьбе было уделено внимание, и расследование продолжалось ещё год — до 1883 г., но так и не смогло установить судьбу Янга и его группы.

## Память
Кроме того, что сам посёлок Мистери Бэй назван именно в память о загадочном исчезновении Янга и его спутников, там же есть дорога и парк, названные в честь Ламонта Янга, а также монумент в память о пропавших (воздвигнутый в 1980 году, в 100-летнюю годовщину инцидента).
Сюжет детективного романа «The Mystery of Swordfish Reef» австралийского писателя Артура Апфилда основан на истории исчезновения Янга. Кроме того, в 1978 году вышла документальная книга об этом инциденте под названием «Five Men Vanished: The Bermagui Mystery».

## Другие происшествия подобного рода в Австралии
- Исчезновение детей Бомонт (1966)
- Исчезновение Фредерика Валентича (1978)
- Исчезновение команды катамарана Kaz II (2007)